# أسبن لاد
أسبن لاد (مواليد 11 مارس 1995) هي لاعبة فنون قتال مختلطة أمريكية تشارك في وزن الديك في بطولة القتال النهائي.

## وصلات خارجية
- أسبن لاد على موقع يو إف سي (الإنجليزية)
- أسبن لاد على موقع شيردوغ (الإنجليزية)
- أسبن لاد على موقع Tapology.com (الإنجليزية)
- أسبن لاد على موقع إي إس بي إن (الإنجليزية)